# Csíkszentsimon község
Csíkszentsimon község (románul: Comuna Sânsimion) község Hargita megyében, Romániában. Központja Csíkszentsimon, hozzá tartozik Csatószeg.

## Népessége
A 2011-es népszámlálás adatai alapján a község népessége 3482 fő volt.